# Cappuccetto rosso/Cenerentola
Cappuccetto rosso/Cenerentola è l'undicesimo EP di Mina, pubblicato su vinile a 33 giri dall'etichetta discografica Ri-Fi a ottobre del 1964.

## Il disco
Unico EP prodotto dalla Ri-Fi per Mina, entrambi i brani sono stati poi inclusi nell'album Viva Natale pubblicato nel 1971.
Mina racconta due celebri favole: Cappuccetto Rosso e Cenerentola, accompagnata dal maestro Giordano Bruno Martelli con la sua orchestra.
Il singolo ha copertine diverse: quella ufficiale ha come retro la dedica della cantante a tutti i bambini.

Quest'ultima è stata usata anche come facciata principale con abbinato al retro il testo in rima di Cenerentola.
Augusto Martelli, oltre a firmare le musiche col padre, cura l'arrangiamento di Cenerentola.

## Tracce
Lato A
1. Cappuccetto Rosso – 5:02 (testo: Corrado Vanni – musica: Giordano Bruno e Augusto Martelli)

Lato B
1. Cenerentola – 7:54 (testo: Corrado Vanni – musica: Giordano Bruno e Augusto Martelli)